# Hans Loritz
Pour les articles homonymes, voir Loritz.
Hans Loritz, né le 21 décembre 1895 à Augsbourg et mort le 31 janvier 1946 à Neumünster, était un officier SS allemand et commandant de plusieurs camps de concentration nazi. Nazi fanatique, réputé pour sa brutalité, convaincu de corruption, il constitue, comme Karl Otto Koch, le modèle de SS affecté aux camps de concentration pendant l'essentiel de sa carrière.

## Biographie

### Jeunesse, Première Guerre mondiale

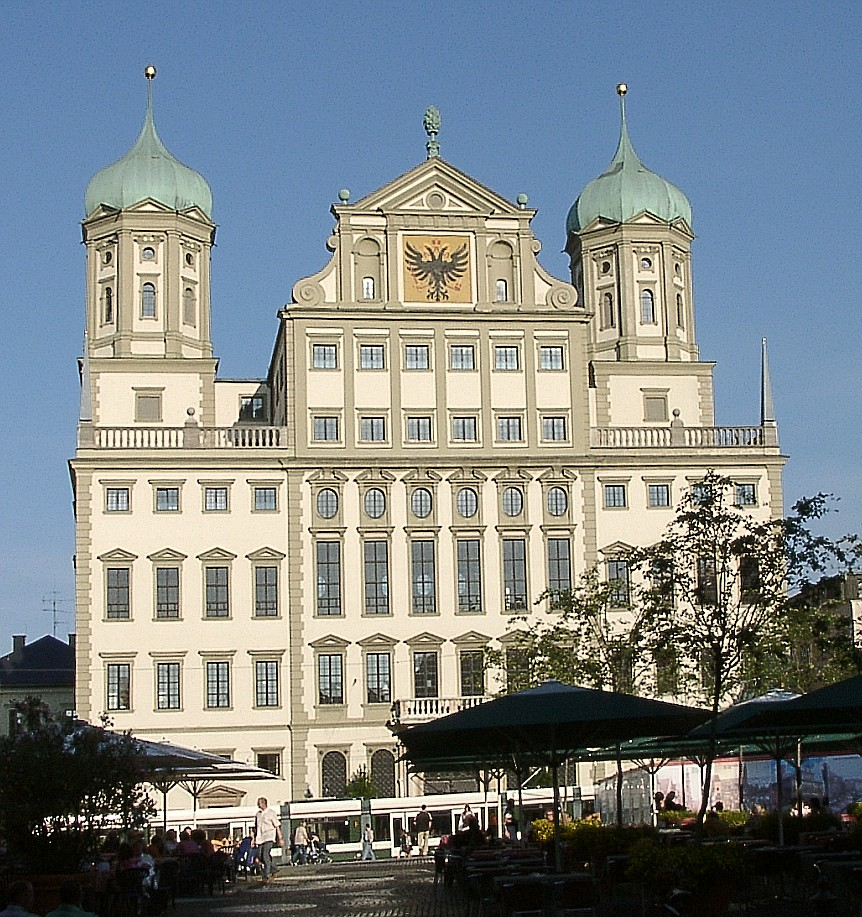
Hôtel de ville, Augsbourg

Fils d’un officier de police, Loritz termine un apprentissage de boulangerie après l’école primaire. Il voyage ensuite pour travailler, à Innsbruck, Vienne, Budapest et Berlin. Lorsque la Première Guerre mondiale éclate à la fin de l'été 1914, Loritz est volontaire dans l’armée bavaroise, qui a été intégrée à l’armée allemande en 1870. Il est versé au 3e régiment d'infanterie royal bavarois (de).
Loritz est blessé plusieurs fois sur le front de l’ouest, notamment dans les Flandres, y compris un gazage dont les séquelles le gêneront toute sa vie. Il est promu sergent en 1917 et transféré à la Luftstreitkräfte comme mitrailleur embarqué. Son avion est abattu en France en juillet 1918. Loritz est sévèrement blessé et capturé. Affecté à un camp de travail sur la Somme, il n'est libéré qu'en septembre 1920. Il rejoint son père dans la police d’Augsbourg où il est embauché comme motocyliste.
Marié en 1922 et père d’un fils, Loritz divorce en 1935 et se remarie en 1936. Il aura un autre fils de cette seconde union.

### National-socialiste
Loritz exerce ses fonctions de policier avec arrogance. Un incident survient à l’automne 1927 quand un de ses amis est poursuivi pour un délit de fuite. Loritz harcèle la victime pour obtenir un faux témoignage. Il doit quitter la police en 1928. La ville d'Augsbourg lui fournit un emploi de collecteur de fonds à l’usine de gaz municipale.
Considéré comme un ancien combattant, Loritz rejoint la SS (no 4 165) et le parti nazi (membre no 298 668) dès 1930.
Il entraîne l’Augsburg SS Standarte et en devient rapidement le chef.

### Dans les camps

#### Premier contact à  Dachau
Fin 1933, Himmler nomme Loritz comme chef du comité SS d’entraide (Hilfswerk), une organisation basée à Dachau, destinée à soutenir les membres de la SS échappés d’Autriche, où la Schutzstaffel vient d’être interdite. Il s'agit en réalité d'une punition sanctionnant une querelle avec un officier supérieur au rassemblement de Nuremberg en 1933. Loritz se familiarise avec le camp de concentration et rencontre son commandant, Theodor Eicke. Les deux hommes sont des anciens combattants, des anciens policiers, et tous deux sont animés par une ambition féroce. Ils ne tardent pas à s’entendre et début février 1934, Loritz écrit à Himmler pour demander son transfert au camp de Dachau, afin de servir sous le commandement d’Eicke.

#### Commandant à Esterwegen

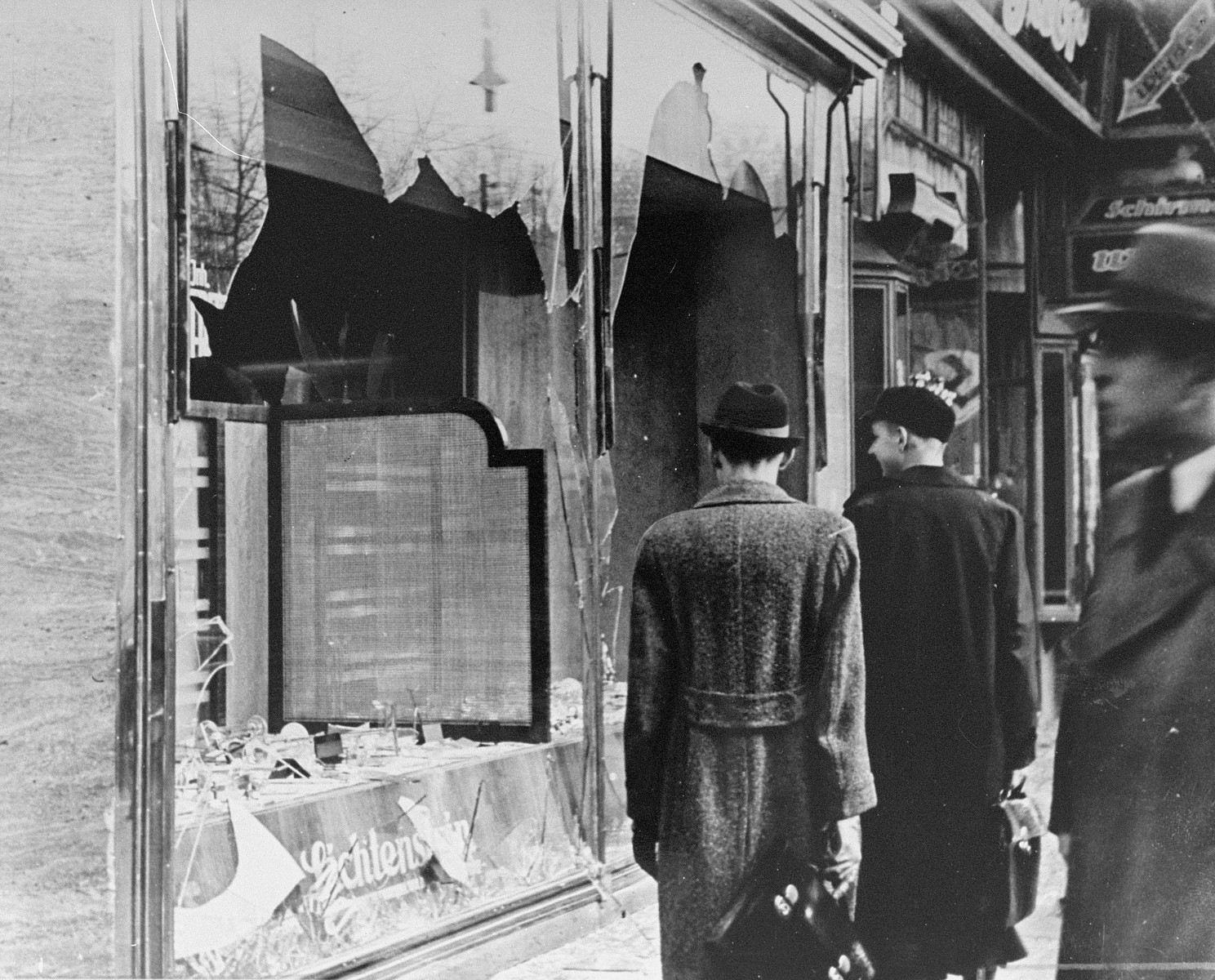
Un magasin juif saccagé lors de la Nuit de Cristal, novembre 1938

Mais en 1934, Himmler veut consolider sa position sur les camps de concentration en écartant la SA, comme il l'a fait à Dachau. Il nomme Eicke inspecteur des camps de concentration et chef des unités Totenkopf (Inspekteur des Konzentrationslager und Führer des SS Totenkopfverbände) et, au lieu de nommer Loritz à Dachau, il le nomme le 9 juillet 1934 commandant du camp Esterwegen. Eicke ne tarde pas à chanter les louanges de son filleul, en le créditant d'avoir transformé une formation de gardes indignes de confiance en professionnels convaincus, et une institution chaotique en modèle d’ordre et de contrôle. De fait, Esterwegen subit une augmentation rapide de la violence et de la répression sous le commandement de Loritz : cinq détenus sont assassinés pour la seule période courant de mars à mai 1935.

#### Commandant à Dachau
Pour le récompenser de son travail à Esterwegen, Himmler promeut Loritz au grade d’Oberführer et le nomme à Dachau en avril 1936 pour remplacer Deubel. Loritz est le premier commandant de Dachau avec une expérience dans un autre camp de concentration. Dès son arrivée à Dachau, il limoge les officiers SS qui avaient été recrutés par son prédécesseur pour les remplacer par ses fidèles.

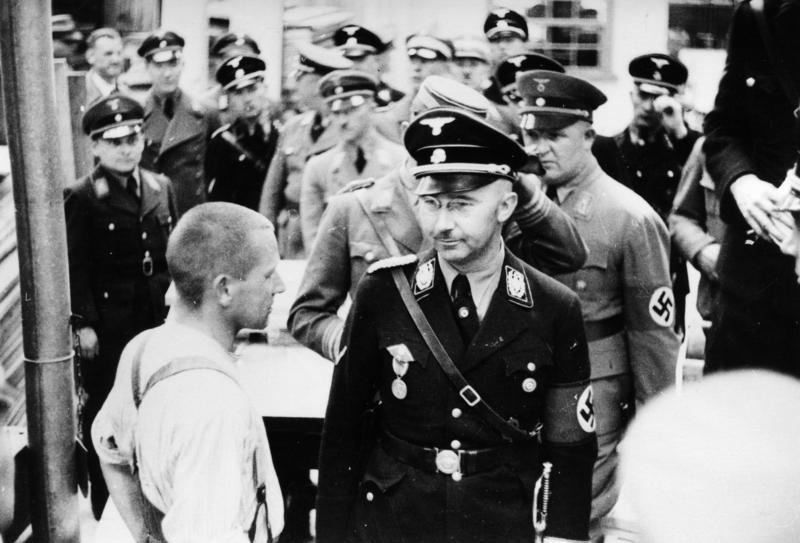
Himmler à Dachau, en mai 1936

Loritz considère que ses prédécesseurs ont fait preuve de laxisme. Il écrit à Eicke que le commandement de Deubel a été paresseux. Il proclame qu’il se sentirait honteux d’être aimé par ses ennemis, et qu’il n’est pas surpris que les prisonniers aient renoncé à s’évader d’un environnement aussi convivial.
Loritz est un Nazi convaincu, il croit réellement aux dangers que présentent les ennemis du régime, juifs et communistes au premier chef. Il enrage de voir certains de ses subordonnés plus inquiets de la propagande sur les atrocités que du contrôle des prisonniers. La mollesse de Deubel et de ses prédécesseurs ne manque jamais d'être critiquée. « Presque toujours », écrit avec consternation Jakob Weiseborn, chef du camp de détention provisoire, « les prisonniers libérés disent qu’ils ont été bien traités à Dachau et que cela ne les gênerait pas d’y retourner ». Pour Loritz, les choses doivent changer. Le survivant Karl Ludwig Schecher décrit Loritz comme un homme à la physionomie puissante, au visage brutal et aux manières grossières. À son arrivée à Dachau, Loritz se présente formellement aux prisonniers de manière théâtrale, wagnérienne selon Schecher. En guise d’avertissement, sept détenus reçoivent vingt-cinq coups de fouet sur place. Il ne faut pas très longtemps pour que les chefs de blocks travaillent « dans le sens » du commandant, en discutant de la meilleure manière d’administrer les coups de schlague. L’école du camp, symbole de la dégradation permissive du régime de Deubel, est fermée. La réglementation sur le tabac est renforcée, tout comme l’inspection des baraques. Toute pilosité sur le visage est bannie. Et, selon Schercher, même la nourriture, devient plus limitée et plus maigre.
Quand Loritz prend son poste, il y a 1 712 détenus à Dachau. Ce nombre double pratiquement après l’Anschluss et l'annexion des Sudètes en 1938. Ce nombre augmente encore après les arrestations de masse d’ « asociaux », de « criminels professionnels » et de juifs en 1937-1938. En outre, 10 000 juifs sont temporairement détenus à Dachau après la Nuit de Cristal les 9 novembre et 10 novembre 1938. Alors que le nombre de détenus augmente, les conditions de détention se dégradent à l’arrivée de Loritz. Les prisonniers sont tourmentés avec d’épouvantables travaux pour étendre la surface du camp. Loritz donne à ses gardes l’ordre explicite de punir et de torturer les juifs en particulier,,
Eicke voit en Loritz un chef SS fort et charismatique, qui partage ses valeurs. Alors qu’il se débarrasse de plus de la moitié des commandants de camps titulaires pendant la phase de consolidation du système concentrationnaire à partir de 1936, Loritz est laissé en poste jusqu’en 1939. Eicke lui demande même à plusieurs reprises de tester la compétence de candidats à des postes en camp de concentration. Les candidats sont envoyés à Dachau pour une période d’essai.

#### Violence

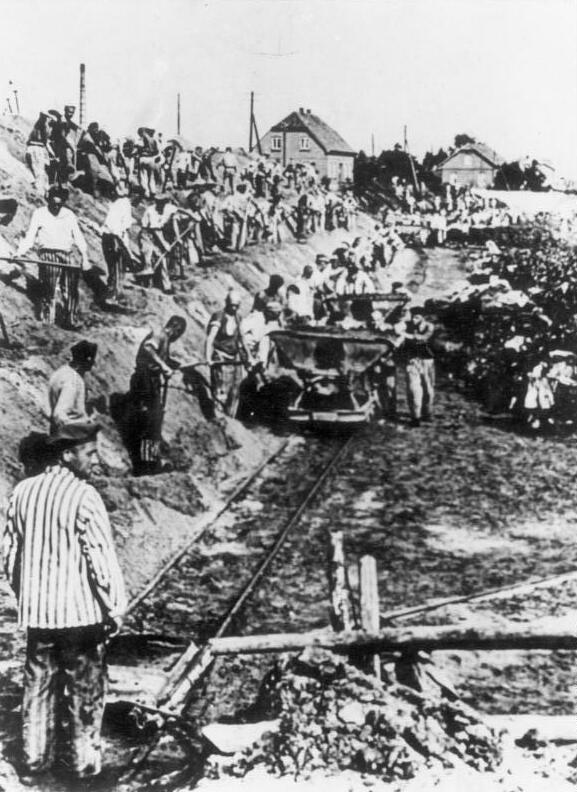
Kommando de travail forcé, à Sachsenhausen

Cependant, la violence exercée délibérément et constamment finira par coûter à Loritz son poste à Dachau. Loritz est limogé le 1er juillet 1939 en raison de sa brutalité. Il est alors transféré au commandement d’une section dans la SS à Graz.
Comme chef de la SS d’Augsbourg pendant la République de Weimar, Loritz n’a jamais hésité à user de violence envers ses adversaires. Plus tard, au printemps 1933, ses escadrons SS pourchassaient les adversaires politiques et pratiquaient des arrestations de masse. En Souabe, Loritz aida aussi à organiser le boycott des commerces juifs en avril 1933, à l’occasion de la première manifestation anti-juive du NSDAP d’ampleur nationale.
Loritz traitait ses subordonnés avec sévérité et soumettait les prisonniers à une discipline excessive. Il paraissait d’ailleurs prendre plaisir à la plus petite violation des règles, qui lui servait de prétexte pour commettre lui-même des actes de la plus grande violence, allant jusqu’à rosser au hasard, à coups de pied et de poings.
D’après le survivant Karl Ludwig Schecher, Loritz introduit une nouvelle variation dans le châtiment corporel, à son arrivée à Dachau : il faut marquer une pause tous les deux coups. Cela allonge le temps de la punition et augmente terriblement les souffrances de la victime.
Ainsi, par un contraste marqué avec ses prédécesseurs, Loritz semble aussi avoir une approche pratique de la violence, dans le cadre de la démonstration publique d’une image très travaillée d’homme d’action coriace et fanatique. Il s’agit moins de pulsions psychotiques que d’actions délibérées servant un but politique. Un détenu survivant souligne: « pour nous prisonniers, il apparaissait comme un être brutal et sans instruction, qui fonçait en moto à l’autre bout du camp comme une tornade, tempêtant çà et là avant de disparaître à nouveau. Une fois nous l’avons vu piétiner un prisonnier pratiquement à mort et, essuyant encore le sang de ses bottes, siffler son chien adoré et le caresser ».

#### Commandant à Sachsenhausen
Le 1er avril 1940, Himmler nomme Loritz à Sachsenhausen en remplacement de Walter Eisfeld, après une tournée d'inspection au cours de laquelle il constate l'état d'indiscipline des gardes. Loritz ne s'est pas amendé et, à nouveau, violence et terreur s'abattent sur les détenus, pendant que la discipline des gardiens est resserrée. En outre, le déclenchement de la Seconde Guerre mondiale marque une radicalisation supplémentaire de la terreur nazie dans les camps. Loritz porte la responsabilité de l’exécution systématique d’adversaires politiques et le meurtre de prisonniers jugés incapables de travailler. Quand la guerre d'anéantissement contre l’Union Soviétique est lancée en juin 1941, Loritz accélère les fusillades massives de près de 10 000 prisonniers de guerre soviétiques. Ceux-ci étaient considérés comme des commissaires politiques, des fonctionnaires du parti, des « têtes d’œufs intellectuels » soviéto-russes, des juifs ou des agitateurs communistes

#### Disgrâce et suicide

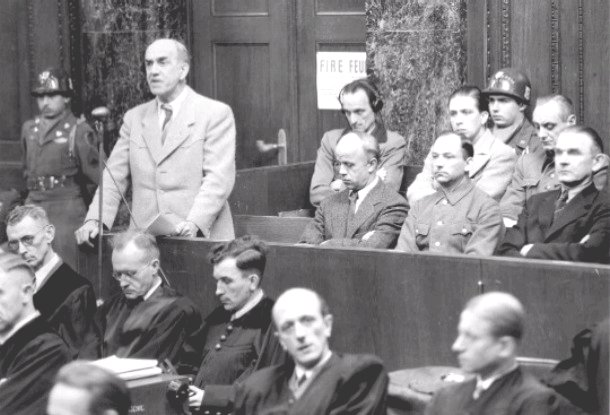
Oswald Pohl, chef du WVHA, pendant son procès en 1947

Brutal, parfois franchement sadique, fanatiquement acquis à la doctrine nazie, Loritz est aussi un escroc d’une avidité sans fond. En 1938, peu de temps après l’annexion de l’Autriche, Loritz achète en effet un terrain en bord du Wolfgangsee près de Salzbourg, dans le village de Sankt Gilgen, avec l’intention de se faire construire une luxueuse nouvelle maison. Loritz emploie un petit contingent de prisonniers, principalement des Témoins de Jéhovah, envoyés sur place comme ouvriers et hébergés la nuit dans la prison de la ville. La plupart des matériaux viennent aussi du complexe de Dachau. Une fois la villa terminée, des Blockführer (chefs de blocs) triés sur le volet sont invités à passer leurs vacances à Sankt Gilgen.
Pendant qu’il est à Sachsenhausen, Loritz est réputé pour sa rapacité et sa corruption, vols et pots-de-vin se succèdent. On parle des « usines Loritz » pour désigner les locaux dans lesquels plus de six cents détenus travaillent pour lui, à la confection de meubles, pièces de ferronnerie, canots, etc. Le « Kommando Loritz » est chargé quant à lui du tri des dépouilles des victimes : vêtements, or, bijoux sont ensuite mis en caisse et chargés sur des camions qui les transporteront vers une résidence de Loritz ou celle d’un de ses complices SS couvrant les détournements.
La longue carrière de Loritz dans les camps a ainsi été minée par des soupçons de corruption révélée d’une manière spectaculaire à l’été 1942 quand Himmler découvre les preuves d’énormes détournements de fonds commis quand Loritz était en fonction à Dachau. Il s’agit d’un secret de polichinelle dans la SS. Contrairement aux nombreuses homélies de Himmler sur le sacrifice de soi et l’austérité du mode de vie des SS, une corruption rampante s’étale dans les camps de concentration.
En 1942, Oswald Pohl, chef de l'Office central SS pour l'économie et l'administration (Wirtschafts-Verwaltungshauptamt ou WVHA) modifie sa politique en matière de personnel pour pouvoir remplacer ceux qui, à l’exemple de Loritz ou Koch, n’exploitent pas le travail des prisonniers au bénéfice exclusif de l’industrie d’armement. Il est reproché à Loritz d’avoir mis en danger les intérêts économiques de la SS elle-même. Loritz se défend en affirmant que ses projets - qui incluaient un hangar à bateaux, un bowling et un parc de jeux – étaient destinés au divertissement de ses subalternes SS. Mais il ne convainc personne.
Il semble qu’Himmler ait décidé de faire de Loritz un exemple à un moment délicat de la guerre où l’opinion publique s’inquiétait de manière croissante des privilèges dont bénéficiaient les dignitaires du régime. À la fin août 1942, sur la suggestion de Pohl, Loritz est déchargé de son poste de commandement et envoyé en Norvège, à titre de punition pour avoir utilisé du travail de détenus à des fins personnelles, et sans autorisation. Il n'est cependant pas exclu de la SS : il doit superviser en Norvège la mise en place d'un groupe de camps de travail forcé.
Loritz prend la fuite en Suède en avril 1945 avec de faux papiers. Après son arrestation, il est transféré en Allemagne et identifié, notamment pour son rôle dans le massacre de prisonniers de guerre soviétiques à Sachsenhausen. Alors que les Britanniques envisagent de le remettre aux forces d’occupation soviétique, il se suicide le 31 janvier 1946.
| Grades de Loritz  | Grades de Loritz       |
| Date              | Rang                   |
| ----------------- | ---------------------- |
| 15 novembre 1931  | SS-Untersturmführer    |
| 11 avril 1932     | SS-Hauptsturmführer    |
| 23 août 1932      | SS-Sturmbannführer     |
| 15 juillet 1933   | SS-Obersturmbannführer |
| 22 mars 1934      | SS-Standartenführer    |
| 15 septembre 1935 | SS-Oberführer          |

### Ouvrages
- (de) Dirk Riedel, Ordnungshüter und Massenmörder im Dienst der "Volksgemeinschaft" : Der KZ-Kommandant Hans Loritz, Metropol Verlag, 2010b, 424 p. (ISBN 978-3-940938-63-3 et 3-940938-63-7)
- (en) Christopher Dillon, Dachau and the SS : A Schooling in Violence, Oxford University Press, 2015, 304 p. (ISBN 978-0-19-965652-3)
- (en) Barbara Distel (dir.), The Dachau Concentration Camp, 1933 to 1945, Comité International de Dachau, 2005, 228 p. (ISBN 978-3-87490-751-4, OCLC 181455939)
- Stanislav Zámečník (trad. du tchèque par Sylvie Graffard), C'était ça, Dachau [« To bylo Dachau »], Paris, Le Cherche Midi, coll. « Documents / témoignage », 2013, 462 p. (ISBN 978-2-7491-3080-4, OCLC 852235529)
- (de) Karin Orth, Die Konzentrationslager-SS : Sozialstrukturelle Analysen und biographische Studien, Göttingen, Wallstein, 2000, 332 p. (ISBN 3-89244-380-7)
- (en) Paul Martin Neurath, Christian Fleck (édt.) et Nico Stehr (édt.) (postface Christian Fleck, Albert Müller et Nico Stehr), The Society of Terror : Inside the Dachau and Buchenwald Concentration Camps, Paradigm Publishers, 2005, 334 p. (ISBN 978-1-59451-095-3 et 978-1-594-51094-6, OCLC 967655420)
- (de) Reinhard Otto, Wehrmacht, Gestapo und sowjetische Kriegsgefangene im deutschen Reichsgebiet 1941/42, Oldenbourg, 1998, 287 p. (ISBN 3-486-64577-3)
- (de) Karin Orth, Das System der nationalsozialistischen Konzentrationslager : Eine politische Organisationsanalyse, Hamburg, Hamburger Edition, 1999, 396 p. (ISBN 3-930908-52-2)
- Am.Oranienburg Sachsenhausen, Sachso : Au cœur du système concentrationnaire nazi, Paris, Minuit/Plon, coll. « Terre Humaine », 1982, 617 p. (ISBN 978-2-259-00894-5, OCLC 469695372).

### Articles
(en) Dirk Riedel, « A “Political Soldier” and “Practitioner of Violence”: The Concentration Camp Commandant Hans Loritz », Journal of Contemporary History, vol. 45, no 3,‎ 2010a (ISSN 0022-0094).